# Lensia tottoni
Lensia tottoni är en nässeldjursart som beskrevs av Daniel 1963. Lensia tottoni ingår i släktet Lensia och familjen Diphyidae. Inga underarter finns listade i Catalogue of Life.